# Metuszael
Metuszael – postać biblijna występująca w Księdze Rodzaju. Był potomkiem Kaina, synem Mechujaela i ojcem Lameka.